# Wirnopilla
Wirnopilla (ukr. Вірнопілля) – wieś na Ukrainie, w obwodzie charkowskim, w rejonie iziumskim. W 2001 liczyła 775 mieszkańców.